# The Lejrbåls (album)
The Lejrbåls var det eneste album fra det danske orkester af samme navn.
Albummet blev indspillet i Werner Studio og udkom på Replay Records i 1986. Både selskabet og publikum havde store forventninger til albummet ved udgivelsen, fordi musikerne alle stammede fra de netop opløste hit-bands Tøsedrengene og Halberg-Larsen, men salget landede skuffende på nogle få tusinde solgte eksemplarer.
Musikken på albummets tracks blev skrevet af bandmedlemmerne Poul Halberg, Michael Bruun og Aage Hagen, mens teksterne med enkelte undtagelser var forfattet af sangerinden, Maria Bramsen. På track #5 'Myggevinger' medvirker den i latinamerikanske folkemusikkredse verdensanerkendte harmonikaspiller og sanger, Sivuca, som bidrager med sine karakteristiske improvisationer med unisont harmonikaspil og vokal.
Efter enkelte sporadisk velbesøgte koncerter i 1986-87 blev gruppen opløst, og medlemmerne fortsatte senere i de mere succesfulde orkestre Ray Dee Ohh og Danser med Drenge.

## Spor
| #  | Titel             | Tekst             | Musik                                    | Længde |
| -- | ----------------- | ----------------- | ---------------------------------------- | ------ |
| 1. | "Ta Mig"          | Christoffer Lunøe | Michael Bruun & Poul Halberg             | 4:52   |
| 2. | "Elskes Af Dig"   | Steffen Brandt    | Poul Halberg                             | 4:39   |
| 3. | "Hey Baby"        | Maria Bramsen     | Aage Hagen, Poul Halberg                 | 5:58   |
| 4. | "Sorte Piger"     | Maria Bramsen     | Poul Halberg                             | 3:01   |
| 5. | "Myggevinger"     | Maria Bramsen     | Aage Hagen & Poul Halberg                | 2:57   |
| 6. | "Fata Morgana"    | Christoffer Lunøe | Aage Hagen                               | 3:24   |
| 7. | "Ham Jeg Vil Ha'" | Maria Bramsen     | Aage Hagen, Michael Bruun & Poul Halberg | 5:26   |
| 8. | "Himmeldykker"    | Maria Bramsen     | Michael Bruun                            | 5:02   |
| 9. | "Ariadne"         | Lene Lichtenberg  | Poul Halberg                             | 5:35   |